# Défauts souverains de la France
Les défauts souverains de la France sont les situations de défaut sur la dette publique française au cours de l'histoire.
Le Trésor public français, officiellement créé par l'ordonnance-testament de 1190 de Philippe Auguste, enregistre depuis lors les dépenses et les recettes du Trésor. Neuf défauts de l’État français sont recensés depuis lors, en plus des défauts partiels comme la banqueroute des Deux-Tiers.

## Historique

### XIVesiècle
Philippe IV le Bel décide d'un défaut sur la dette publique en 1307. Il s'accorde sur ce défaut avec le pape Clément V. Il organise par la suite des assemblées exceptionnelles, réunissant le clergé, la noblesse et le Tiers état, afin de légitimer les décisions royales. Une quinzaine de réunions sur le thème des finances publiques se tient entre 1302 et 1484.
Afin d'éviter un défaut souverain, Jean II le Bon vend sa fille Isabelle en 1360 au chef de la richissime famille Visconti qui détenait un tiers de la dette française.

### XVIesiècle
Une banqueroute a lieu en 1558, sous Henri II. Elle est due à une augmentation brutale des dépenses en lien avec l'activité militaire française, ainsi qu'à une crise bancaire qui trouve son origine dans l'Espagne de Philippe II en 1557. Il convoque les États généraux et obtient le vote d'une contribution publique.
Sous Henri IV, le ministre Maximilien de Béthune provoque un défaut de paiement partiel en réduisant les intérêts accordés aux prêteurs sous les règnes précédents.

### XVIIesiècle
Louis XIII préside à une banqueroute en 1624, due au poids de la guerre de Trente Ans, qui creuse des déficits préexistants. Deux autres banqueroutes ont lieu par la suite, en 1648 et 1661.

### XVIIIesiècle
Quatre défauts souverains ont lieu durant ce siècle sous la monarchie : 1701, 1715, 1770, 1788. La guerre de Succession d'Espagne, puis la guerre de Sept Ans, fragilisent les finances publiques françaises et causent les deux premiers défauts.
Pour financer la guerre, le Trésor doit s'endetter auprès des fermiers généraux. Les coffres sont de nouveau vides en 1769, et l'abbé Terray, contrôleur général des finances de Louis XV, est chargé d'organiser la banqueroute. Il conclut que le gouvernement devrait faire défaut une fois par siècle pour restaurer l'équilibre de l’État. 
La France vient ensuite en aide aux Treize Colonies d'Amérique du Nord dans leur guerre contre le Royaume-Uni. Cela dégrade à nouveau les finances, à tel point que la dette publique en vient à représenter huit fois les recettes publiques. Les États généraux de 1789 sont convoqués.
L'ultime défaut français est celui de 1797. Après une période d'hyperinflation due à l'échange d'assignats dont la valeur chute de mois en mois, le Directoire décide de conserver un tiers de la dette française dans les comptes publics, et de convertir les deux tiers restants en assignats, dont la valeur s'effondre immédiatement,. Il s'agit, dans les faits, d'un nouveau défaut de paiement.